# Condado de Wilkinson (Georgia)
El condado de Wilkinson (en inglés: Wilkinson County), fundado en 1803, es uno de 159 condados del estado estadounidense de Georgia. En el año 2008, el condado tenía una población de 10 143 habitantes y una densidad poblacional de 9 personas por km². La sede del condado es Irwinton.

## Geografía
Según la Oficina del Censo, el condado tiene un área total de 1171 km² (452,1 mi²), de la cual 1157 km² (446,7 mi²) es tierra y 14 km² (5,4 mi²) (1.21%) es agua.

### Condados adyacentes
- Condado de Baldwin (norte)
- Condado de Washington (noreste)
- Condado de Johnson (este)
- Condado de Laurens (sureste)
- Condado de Twiggs (suroeste)
- Condado de Jones (noroeste)

## Demografía
Según el censo de 2000, había 10 220 personas, 3827 hogares y 2805 familias residiendo en la localidad. La densidad de población era de 9 hab./km². Había 4449 viviendas con una densidad media de 4 viviendas/km². El 57.96% de los habitantes eran blancos, el 40.70% afroamericanos, el 0.21% amerindios, el 0.07% asiáticos, el 0.40% isleños del Pacífico, el 0.66% de otras razas y el 0.99% pertenecía a dos o más razas. El 1.09% de la población eran hispanos o latinos de cualquier raza.
Los ingresos medios por hogar en la localidad eran de $32 723, y los ingresos medios por familia eran $39 349. Los hombres tenían unos ingresos medios de $31 814 frente a los $21 461 para las mujeres. La renta per cápita para el condado era de $14 658. Alrededor del 17.90% de la población estaban por debajo del umbral de pobreza.

## Transporte

### Principales carreteras
- U.S. Highway 441
- Ruta Estatal de Georgia 18
- Ruta Estatal de Georgia 29
- Ruta Estatal de Georgia 57
- Ruta Estatal de Georgia 96
- Ruta Estatal de Georgia 112
- Ruta Estatal de Georgia 243

## Localidades
- Allentown
- Gordon
- Irwinton
- Ivey
- McIntyre
- Toomsboro